# Eduardo Pérez Maseda
Eduardo Pérez Maseda (Madrid, 12 de agosto de 1953-Madrid, 23 de septiembre de 2024) fue un compositor, sociólogo y teórico musical español.

## Biografía
Realizó sus estudios musicales en el Real Conservatorio Superior de Música de Madrid y, como becario, en Cursos Internacionales de Composición musical. Paralelamente a sus estudios musicales obtuvo la licenciatura en la Facultad de Ciencias Políticas y Sociología (Universidad Complutense de Madrid).
Es autor de una variada obra que ha obtenido amplia proyección nacional e internacional. Sus obras han sido estrenadas e interpretadas en numerosos conciertos y Festivales de todo el mundo: Europalia ‘85 (Bruselas), Encontro Luso-Espanhol de Compositores (Lisboa), C.A.E. 1986 (Melbourne), Foros Internacionales Música Nueva 1986 y 1992 (México), Carnegie-Recital Hall (Nueva York), Almeida Festival 1986 y 1990 (Londres), Newcastle Festival (Electric Music 2) (Reino Unido), Festival Mundial de la S. I..M. C. (Ámsterdam, 1989), Festival Internacional de Bourges 1997 y 2003, Tokyo Sinfonietta 2000, Season, Berner Kammerorchester 2002, etc., y ha recibido encargos de distintas agrupaciones y entidades musicales españolas y extranjeras.
Como docente, dirigió los primeros Cursos de Sociología de la Música celebrados en España, 1987 y 1988, en colaboración con la Facultad de Ciencias Políticas y Sociología (Universidad Complutense de Madrid). Ha dictado numerosas conferencias como analista de su propia obra y de la música actual en cursos y seminarios para universidades y diversas instituciones. Ha sido profesor del Instituto de Estética y Teoría de las Artes (Universidad Autónoma de Madrid) y ha ejercido como asesor musical en la Consejería de Educación de la Comunidad de Madrid entre los años 1997 y 2001.
Es colaborador de Radio Clásica (Radio 2) (Radio Nacional de España) desde 1981, donde ha realizado programas relativos a la música del siglo XX. Igualmente ha dirigido programas de Análisis e Historia de la Música para el Canal 6 (Cultural) de Hilo Musical.
Basándose en obras como Dos movimientos para violín y piano (Sonata II), 1985 o Seis Miradas, 2007, la artista visual Lisi Prada ha realizado varias piezas de Videoarte, entre otras, Two motions · Travelling & Fixed Shot, 2010 o Winged · Six Readings, 2021, que han formado parte de eventos y exposiciones en Museos, Galerías de Arte Contemporáneo, Facultades de Bellas Artes y Festivales de Videoarte nacionales e internacionales.

## Premios
- Seleccionado en la II Tribuna de Jóvenes Compositores de la Fundación Juan March por su Concierto para violoncello y orquesta de cámara 1983
- Premio Nacional de Polifonía, otorgado por el Ministerio de Cultura de España (1982)
- Premio Isaac Albéniz de la Generalidad de Cataluña (1984)
- Premio Musician’s Acord de Nueva York (1986)
- Premio del Festival Mundial de la S.I.M.C. de Ámsterdam (1989)
- Seleccionado para participar en el foro del Premio Italia
- Selección de su obra Frondosas (Formas Naturales II) para orquesta de cuerda, para representar a Radio Nacional de España en la Tribuna Internacional de Compositores de la UNESCO, 2010.

## Óperas
- Luz de oscura llama, estrenada en Madrid en 1991.
- Bonhomet y el cisne, estrenada en versión concierto en el año 2003 dentro del XIX Festival Internacional de Música Contemporánea de Alicante, y representada en su versión escénica en junio de 2006, en el Teatro de La Abadía de Madrid.

## Libros
- El Wagner de las ideologías. Nietzsche-Wagner. Musicalia, 1983. Editorial Biblioteca Nueva, 2004.
- Alban Berg. Círculo de Bellas Artes de Madrid, 1985.
- Música como idea, música como destino. Tecnos, Colección Metrópolis, 1993.